# Châteauneuf-Val-de-Bargis
Châteauneuf-Val-de-Bargis é uma comuna francesa na região administrativa de Borgonha-Franco-Condado, no departamento Nièvre. Estende-se por uma área de 47,09 km². Em 2010 a comuna tinha 530 habitantes (densidade: 11,3 hab./km²).